# 马金纳

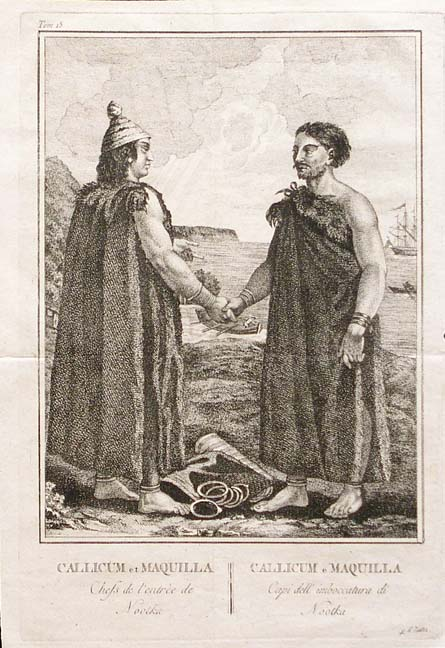
马金纳（左）和他的兄弟卡利库姆

马金纳（英語：Maquinna / Muquinna / Macuina / Maquilla，意为“卵石的主人”），又译马奎纳，是18世纪努特卡海峽地区的努特卡人酋长，统治时期正值太平洋海岸毛皮贸易的鼎盛期。马金纳的部落今日称为莫瓦查特人（Mowachaht），是努查努阿特人的一支，居住于加拿大的温哥华岛。

## 努特卡危机
在海洋毛皮贸易开端、欧洲人进行贸易竞争的时期，马金纳是努特卡夏季村落尤阔特（Yuquot）的酋长。1778年，英国著名的探险家詹姆斯·库克船长造访尤阔特，将之称为友谊湾（Friendly Cove）。库克船长并未记录友谊湾酋长的姓名，不过后世常常假定是马金纳。在库克船长到来前，曾有两支探险队抵达过友谊湾，其中有一位名叫胡安·佩雷斯（Juan José Pérez Hernández）的西班牙探险家，其船队曾在1774年停泊于努特卡海峡附近。西班牙人对于北美大陆的西海岸拥有领土声索，他们为了应对俄国和英国毛皮贸易商在当地的殖民活动，向西北太平洋海岸发起了多次航行，在当地进行科学研究和考察。1788年，约翰·梅雷斯（John Meares）抵达努特卡海峡，他声称向马金纳购置了一些土地，并在当地建起贸易站。1789年，西班牙海军将领埃斯特万·何塞·马丁内斯（Esteban José Martínez）抵达努特卡海峡，并宣布西班牙占有该地。他在当地建造了堡垒和居住地，称为圣米格尔堡垒（Fort San Miguel）和圣克鲁斯德努卡（Santa Cruz de Nuca）。马丁内斯还抓捕了过路的英国人詹姆斯·科尔内特（James Colnett）的船队，在英西两国间导致了一次国际危机，称为努特卡危机。
1789年，当地的西班牙殖民地一度荒废，但又在一年后重建；1795年，第三次努特卡公约生效，殖民地再度荒废。马金纳的族人重新占领当地。
在努特卡危机的英西谈判之间，马金纳扮演了很重要的角色。两国的使者都得到了马金纳的热情款待，在欧洲人的记载中，他被称为“Hyas Tyee”，涵义类似于君主、酋长。有故事这样描述：马金纳的族人为两国使者开办了一场舞会，努特卡贵族乔装成欧洲人，并模仿欧洲人的举止和语言，表演带有强烈的西北海岸原住民散财宴（potlatch）的色彩。马金纳还率领了一支300至400人的军队。但实情并没有那么和谐而简单，因为马金纳的兄弟卡利库姆（Callicum / Kelekem）在1789年因西班牙人劫掠英国船队，迁怒于西班牙人，而被马丁内斯或是其部下射杀。
作为其酋长职责的一部分，马金纳常常在尤阔特捕鲸人庙主持宗教净化仪式，以期吸引鲸群、猎鲸成功。

## 欧洲奴隶

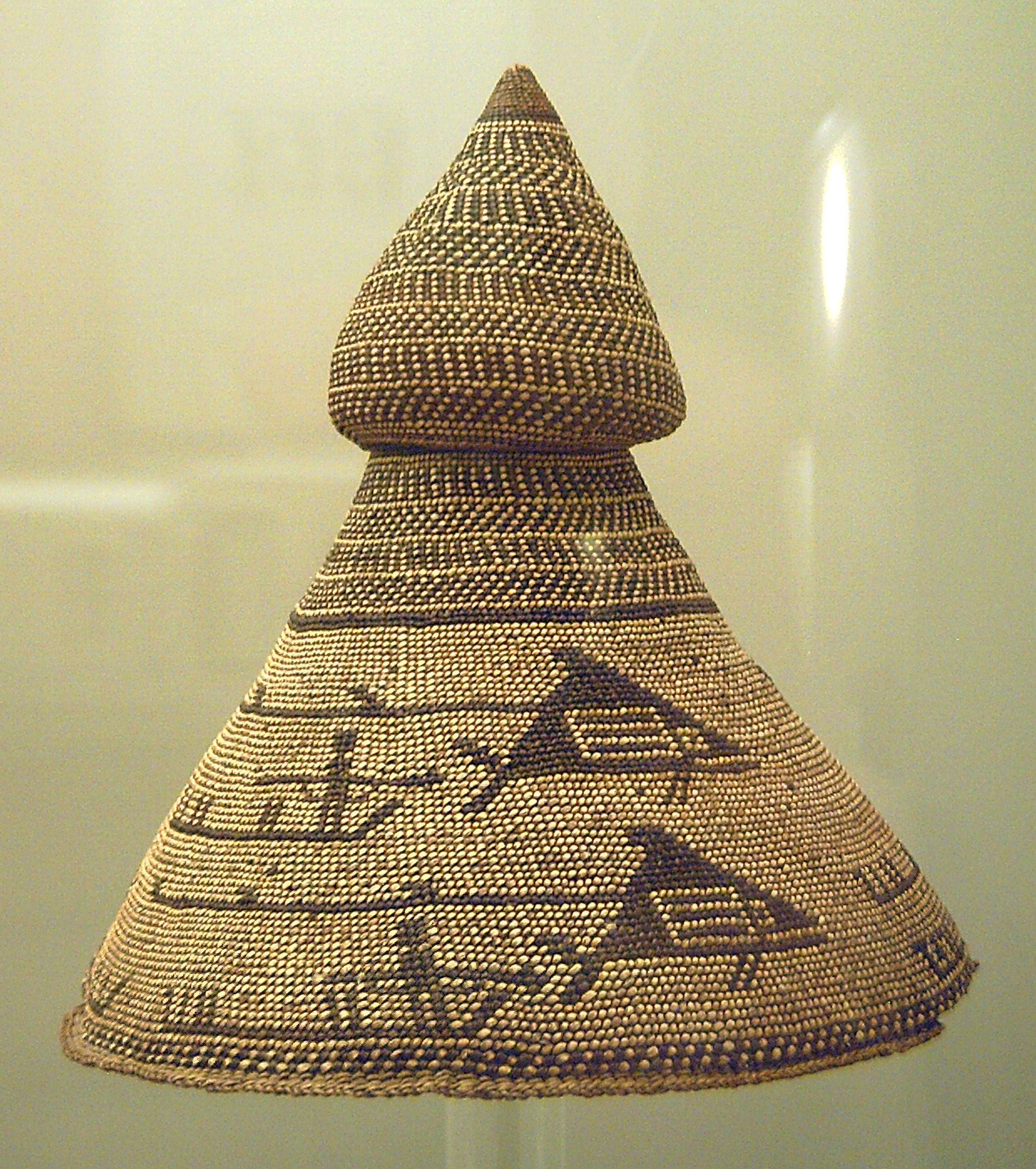
马金纳的树皮帽，藏于马德里美洲人博物馆

马金纳亦因蓄欧洲奴隶而著名。最有名的欧洲奴隶是英国人约翰·杰威特（John R. Jewitt），他所在的商船波士顿号被马金纳的部下劫掠，作为为数不多的幸存者，杰威特做了三年的奴隶，最后在敌对部落的帮助下出逃。出逃后，他出版了自己三年奴隶生涯的回忆录。杰威特将马金纳称为“王”，管辖下属诸多酋长。马金纳要求杰威特学习努查努阿特语，并告诉他劫掠波士顿号是为了报复西班牙人和美国人早前针对其子民的暴力行为。
杰威特的回忆录中还声称，在他之前有数位欧洲奴隶较为不幸，因试图出逃至敌对酋长威卡宁尼什的部落未遂，而被马金纳处死。另有一位没有试图逃跑的奴隶最后被马金纳卖给威卡宁尼什，在数年后死去。

## 后世影响
马金纳被后人以多种形式纪念：
- 加拿大不列颠哥伦比亚省马金纳海洋省立公园，位于温哥华岛西海岸努特卡人传统居住的地区，以马金纳为名
- 艾伯尼港有一所马金纳小学
- 温哥华有一所马金纳酋长小学
- 温哥华岛以西16至18公里有一座海下泥火山，称为马金纳火山